# Solmáforo

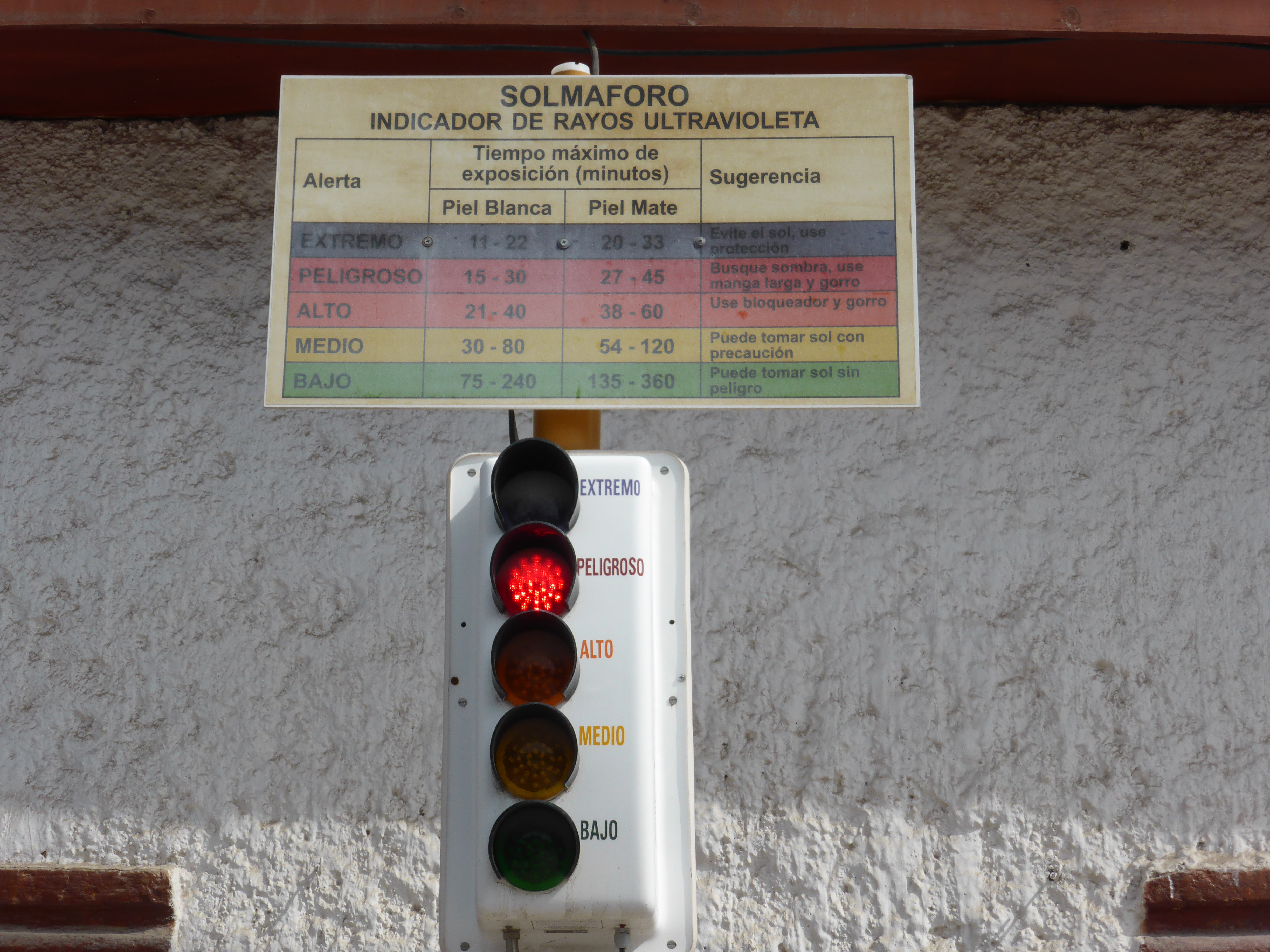
Solmáforo en Putre. En el norte de Chile se alcanzan elevados niveles de radiación UV en los meses de enero y febrero.

El solmáforo es un semáforo que mide los niveles de radiación ultravioleta, alertando a la población por medio de un código basado en 5 colores determinados por la Organización Mundial de la Salud, OMS. También puede ser llamado semáforo de sol.

## Historia

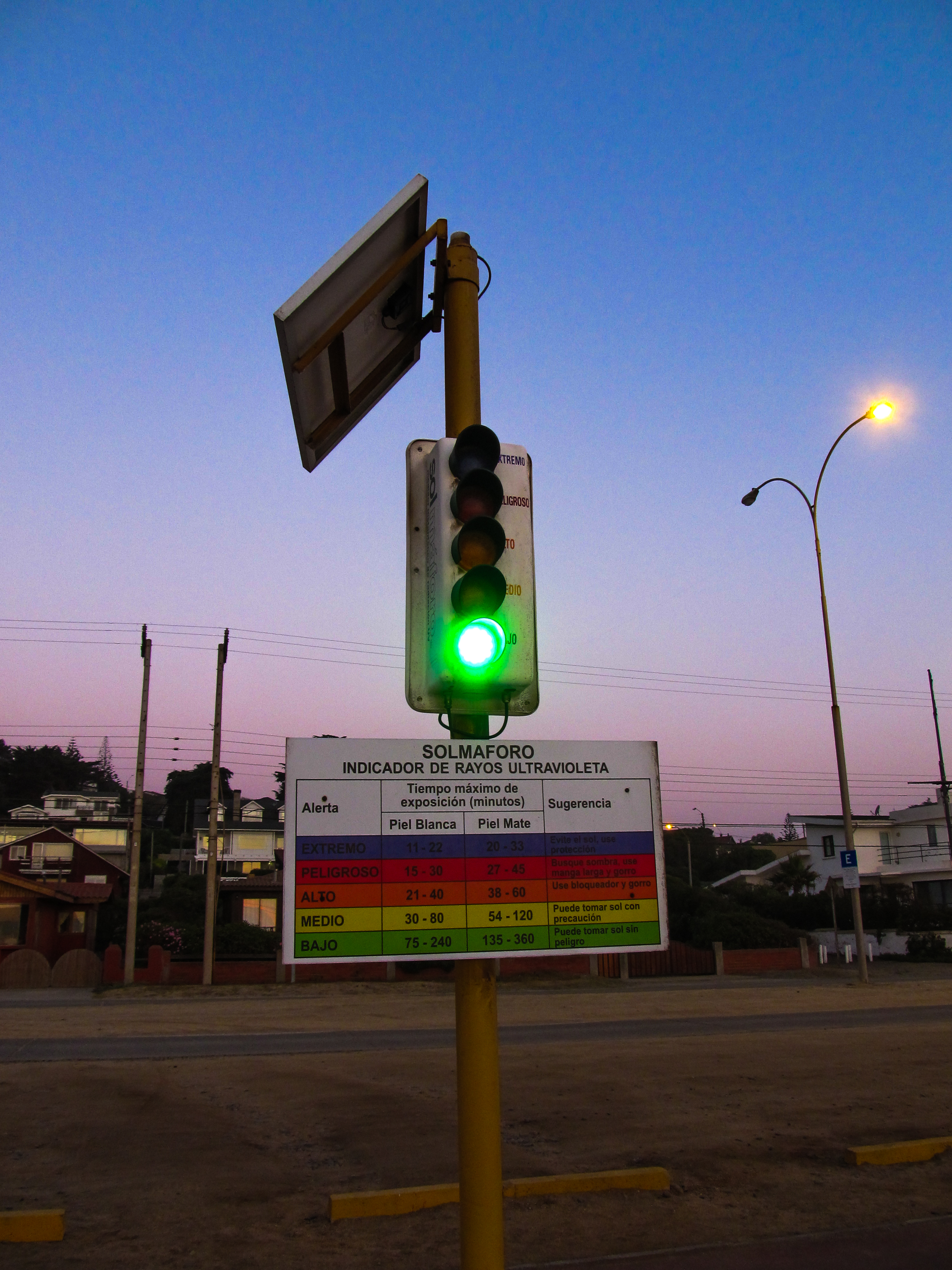
Solmáforo en Santo Domingo.

El solmáforo fue inventado en Chile por el ingeniero civil eléctrico Tomás Santibáñez Viani, quien solicitó la protección del invento en enero de 2004 y le fue concedida como patente de modelo de utilidad por el Tribunal de Propiedad Industrial de Chile (TDPI) el 8 de enero de 2015.
Los primeros equipos instalados fueron desarrollados con un proyecto que contó con el apoyo de la Corporación de Fomento de la Producción. Los filtros ultravioleta (UV) y sensores ópticos del solmáforo miden el nivel de radiación y entregan la intensidad según una carta de colores establecida por la Organización Mundial de la Salud. Los colores son: verde (bajo), amarillo (medio), naranja (alto), rojo (peligroso) y violeta (extremo).
En Chile la CONAC (Corporación Nacional del Cáncer) en conjunto con el Departamento de Física la Universidad de Santiago de Chile utilizan los solmáforos para prevenir a la población de los peligros de la radiación ultravioleta. En particular, monitorean la banda UV-B, que es peligrosa para la vida y la salud humana, que puede provocar cáncer a la piel, melanomas, cataratas y afectar el sistema inmunitario, debilitándolo
Los solmáforos comenzaron a instalarse en Chile en el año 2004, simultáneamente en las ciudades de Antofagasta, Santiago y Coyhaique. A finales de ese año en la playa de Reñaca también quedó operativo uno de estos semáforos solares, y Arica y Concepción ya cuentan con estos equipos. Playas, piscinas y lugares altamente concurridos, como el centro de las ciudades, son los lugares escogidos para instalar los solmáforos. 
La principal preocupación de los gestores y las autoridades es que las personas conozcan la utilidad de estos aparatos y adopten las medidas de prevención necesarias, ya que Chile es uno de los países más afectados por el agujero en la capa de ozono del Hemisferio sur.